# Bohdan Kopytczak
Bohdan Omelanowycz Kopytczak, ukr. Богдан Омелянович Копитчак, ros. Богдан Емельянович Копытчак, Bogdan Jemeljanowicz Kopytczak (ur. 28 marca 1947 w Turce, w obwodzie drohobyckim, Ukraińska SRR, zm. 19 lipca 2008 w Iwano-Frankiwsku, Ukraina) – ukraiński piłkarz, grający na pozycji obrońcy, trener piłkarski.

## Kariera piłkarska

### Kariera klubowa
W 1965 rozpoczął karierę piłkarską w klubie Naftowyk Nadwórna. Potem służył w wojsku, grając w drużynie rezerw SKA Lwów. Po zwolnieniu z wojska krótko bronił barw amatorskiego zespołu Karpaty z rodzimej Turki. W 1969 został zaproszony do Spartaka Iwano-Frankiwsk. W 1971 przeszedł do lwowskich Karpat, w barwach którego zadebiutował w Wyższej lidze ZSRR. W 1972 przeniósł się do SK Łuck, po czym powrócił do Spartaka. W 1980 zakończył karierę piłkarską.

## Kariera trenerska
Po zakończeniu kariery zawodniczej rozpoczął pracę trenerską. Przez dłuższy czas prowadził amatorski zespół Metalist Iwano-Frankiwsk. W 1991 pomagał trenować Prykarpattia Iwano-Frankiwsk.
19 lipca 2008 zmarł w Iwano-Frankiwsku w wieku 62 lat.